# 이상돈 (1912년)
이상돈(李相敦, 1912년 3월 20일 ~ 1997년 7월 14일)은 대한민국의 제헌·제5·6대 국회의원이다. 호는 청거(靑居)이다. 충청남도 천안 출생(천안군 환성면 신당리 월경 부락)이다.

## 학력
- 공주공립보통학교 졸업
- 1933년  경성 휘문고등보통학교 졸업
- 일본 와세다 대학 제1고등학원 졸업
- 1939년 일본 와세다 대학 정치경제학부 경제과 졸업

## 경력
- 동아일보편집국 논설부 입사
- 경성천일약방 서무과장
- 동아약품공업사 창립,상무이사
- 민주국민당선전부차장
- 신민당선전부장
- 민중당 충남도지부위원장
- 민중당 상공, 건설위원장
- 1948년 5월 10일 : 한국민주당 후보로 출마했다가 제헌 국회의원(충남 아산) 낙선
- 1949년 7월 23일 천안군 국회의원 보궐선거로 민주국민당 후보로 당선된 데 이어[1][2] 제5대, 제6대 국회의원을 역임하였다.
- 1992년부터 1994년까지 제헌동지회 회장

## 역대 선거 결과
|  | 17.33% |

|  | 0% |

|  | 19.70% |

|  | 20.49% |

|  | 43.60% |

|  | 35.46% |

|  | 39.13% |

|  | 17.86% |

|  | 40.09% |

|  | 8.38% |